# Люксембург на зимових Олімпійських іграх 1992
Люксембург брав участь у Зимових Олімпійських іграх 1992 року в Турині (Італія) в четвертий раз за свою історію, і завоював дві срібні медалі. Збірну країни представляв Марк Жирарделлі. Це перші зимові олімпійські медалі Люксембургу.

## Срібло
- Гірськолижний спорт, чоловіки — Марк Жірарделлі.
- Гірськолижний спорт, чоловіки — Марк Жірарделлі.